# Bob Dille
Robert Orville Dille, detto Bob (Chesterton, 2 luglio 1917 – Valparaiso, 10 dicembre 1998), è stato un cestista e allenatore di pallacanestro statunitense, professionista nella NBL e nella BAA.